# テレサ (宇宙戦艦ヤマト)
テレサは、アニメ『さらば宇宙戦艦ヤマト 愛の戦士たち』『宇宙戦艦ヤマト2』『宇宙戦艦ヤマト2202 愛の戦士たち』の登場人物。
声優は上田みゆき（『さらば』）、岡本茉利（『ヤマト2』）、岩男潤子（PSゲーム版）、神田沙也加（『2202』）。
登場作品によって設定に差異があるが、白色彗星帝国（『2202』では帝星ガトランティス）による宇宙の危機を告げるために訴え、祈り続ける金髪の女性という点は共通している。

## さらば宇宙戦艦ヤマト 愛の戦士たち
反物質世界の人間であり、古代進たちが住まう世界（物質世界）とは物理的に交われない存在となっている。外観は全裸姿であり、金髪ロングヘアの典型的な松本美女の顔立ちをしているが、スターシャなどに比べると目が大きく童顔である。準備稿の段階では髪がオールバックになっている時期もあった。松本はテレサのイメージを固める過程で昭和30年代に初めて描いた少女漫画第一作でテレサという名の少女を描いていたことを思い出し、そのストーリーを思い出しているうちにイメージが固まったと述べている。
かつて白色彗星帝国に侵攻された星から唯一逃れたが捕らえられ、物語開始時点においてはテレザート星の中心で幽閉器によって幽閉されている。古代のコスモガンによって幽閉器の一部が破壊されたことで解放され、白色彗星内の帝国の存在とその脅威を古代たちに伝えた後、全宇宙の人々のために戦うヤマトの勇気に祈りを捧げつつ宙へ消える。
物語終盤には超巨大戦艦へ特攻するヤマトの前に現れ、反物質である身体を武器として共に超巨大戦艦へ向かい、これを葬る。

## 宇宙戦艦ヤマト2
反物質世界の人間ではなく超能力者という設定に変更されている。外観も、袖に玉飾りのある青いロングドレスを身にまとった、見た目は普通の人間の女性である。容貌は『さらば』に比べると、顔がやや縦長になっている。
祈りの描写も変更されて通信機で連絡しているが、第16話では心の乱れが通信出力に影響を与えてヤマトの通信機をオーバーロードさせてしまう描写もある。宇宙船としての機能も有する宮殿「テレザリアム」に住み、宮殿ごとテレザート星の地下洞窟に閉じ込められていたが、『さらば』のような特殊な装置で力や逃走を封印されている描写は見られない。
姿が初登場するのは第8話。島大介と幾度かの通信を介して彼へ想いを寄せるようになり、第15話で対面した際には「戦乱に陥ったこの星の文明と人々を滅ぼしたのが自分であり、その罪の意識により力の使用を自粛している」と島のみに告白している。島からの告白や抱擁の後、彼を帰すために一旦はヤマトへ搭乗するも、愛する島とヤマトのためにテレザート星へ戻り、忌み嫌っていた自身の能力でテレザート星を爆発させ、白色彗星を道連れにしようとする。結果として破壊には至らなかったが、軌道を逸らして速度も低下させ、後方に迫られていたヤマトの逃走時間を稼ぐことに成功する。この際に死亡したと思われたが、実際にはテレザリアムで脱出しており、第24話においてデスラー艦隊による被弾で宇宙に投げ出されて瀕死の島の前に現れ、自らの血液の大部分を輸血して彼の命を救う。そして、第26話において万策尽きて超巨大戦艦への特攻を考えた古代に地球へ生還するように説得すると、島を古代に託して自身は自らの超能力のすべてを開放し、命と引き替えに超巨大戦艦を破壊する。
なお、本作の続編である『宇宙戦艦ヤマト 新たなる旅立ち』でも、英雄の丘での黙祷シーンでの回想において、超巨大戦艦に向かう姿が新規作画で1カットのみ登場する。

## PSゲーム版
PS版『さらば宇宙戦艦ヤマト 愛の戦士たち』に登場。また、PS2版『宇宙戦艦ヤマト イスカンダルへの追憶』でも、プロローグでの回想ムービーで登場する（作画はPS版『さらば』からの流用）。
容貌は『さらば』の方に近い幼さの残るもので、服装は『ヤマト2』準拠だが、袖や玉飾りのないローブになり、半透明で身体が透けて見えるようになっている。また、ゲームソフトのパッケージイラストやゲーム中のテレザート星表面に現れるイメージ映像は、『さらば』に準拠して全裸で祈る姿となっている。
基本設定は『ヤマト2』に準じており、反物質を操る人間となっている。ただし、テレザート内の洞窟には軟禁状態ではなく、自ら籠城していた。『ヤマト2』ルートでは、ほぼ『ヤマト2』と同様の展開を迎える。『さらば』ルートでは島に会うことはなく、自爆するテレザート星と運命を共にしたが、滅びた肉体が反物質に置換されて復活を遂げ、最終決戦時のヤマトの前に現れて『さらば』と同様の展開を迎える。

## 宇宙戦艦ヤマト2202 愛の戦士たち
『さらば』『ヤマト2』のリメイク作品である本作では、原典のいずれとも設定が異なる。文明発達の極致として肉体を捨てて精神体となったテレザート人の集合知であり、他文明に残る伝説においては「女神」と伝えられている。容姿については、全裸姿で幼さが残る容貌をしており、『さらば』寄りになっている。
古代たちの暮らす宇宙よりも高次元の世界に存在しており、テレザート星の中心部に存在する高次元世界との結節点「テレザリアム」でのみ、直接の会話ができる。それ以外でコンタクトをとる場合は、精神感応による高次元通信「コスモウェーブ」（「テレサの祈り」と呼ばれる）を用いており、相手の技術レベルで解析可能な状態にしたデータを送るほか、人間に直接語り掛ける際には相手にとって近しい故人をメッセンジャーとしている。
前述の少女の姿は実体ではなく、視聴者目線ではそう見えるだけとされ、見る人によって姿は変わるとされている。
時間すら可視化される高次元世界に存在するがゆえに、宇宙の過去から未来までをすべて見通しているとされる。ヤマト乗組員をテレザートに呼び寄せたのも、テレサが選んだわけではなく彼女の見た未来がそうなっていたためである。劇中、斉藤始は「地球とガトランティスの戦いの結果すら知ってるのでは」と追及しているが、テレサ自身は安易に未来の出来事を教えることで未来が変わることもあるという懸念のもと、過度な干渉を控えている。
劇中では第1話で幻影として初登場。見通した未来に従って地球にコスモウェーブを送り、旧ヤマト乗組員に危機を知らせるが、それがガトランティスに地球が目を付けられる原因にもなる。第14話で直接初登場し、古代たちと邂逅する。

### キャラクターソング
「月の鏡」
作詞・作曲・プロデュース - S.E.N.S. Project / 歌 - テレサ（神田沙也加）
劇場版第2章（第3話 - 第6話）およびテレビ放送版の第1話 - 第5話・第16話 - 第18話のエンディングテーマ。テレサ役の神田がキャラクター名義で歌っている。